# Cossoine
Cossoine ist eine italienische Gemeinde (comune) mit 753 Einwohnern (Stand 31. Dezember 2023) in der Metropolitanstadt Sassari auf Sardinien. Die Gemeinde liegt etwa 35 Kilometer südöstlich von Sassari.

## Sehenswürdigkeiten
- In der Nähe liegt die byzantinische Kirche Santa Maria Iscalas und das Gigantengrab von Paddeu.

- Sa Ucca ’e Su Peltusu ist die längste Höhle in der Provinz Sassari.

## Verkehr
Durch die Gemeinde führen die Strada Statale 292 (dir) Nord Occidentale Sarda von Alghero nach Oristano bzw. von hier nach Padria sowie die Strada Statale 131 Carlo Felice von Cagliari nach Porto Torres.